# Здвижківська сільська рада
Здвижківська сільська рада (деколи — Здвижанська сільська рада) — колишня адміністративно-територіальна одиниця та орган місцевого самоврядування у Брусилівському і Коростишівському районах Білоцерківської і Київської округ, Київської і Житомирської областей Української РСР та України з адміністративним центром у с. Здвижка.

## Населені пункти
Сільській раді були підпорядковані населені пункти:
- с. Здвижка
- с. Семенівка

## Населення
Відповідно до перепису населення СРСР, станом на 17 грудня 1926 року, чисельність населення ради становила 886 осіб, з них, за статтю: чоловіків — 448, жінок — 438; етнічний склад: українців — 885, євреїв — 1. Кількість господарств — 199, з них несільського типу — 5.
Станом на 5 грудня 2001 року, відповідно до перепису населення України, кількість мешканців сільської ради становила 300 осіб.

## Склад ради
Рада складалася з 12 депутатів та голови.

## Керівний склад сільської ради
| ПІБ                       | Основні відомості                                                                     | Дата обрання | Дата звільнення |
| ------------------------- | ------------------------------------------------------------------------------------- | ------------ | --------------- |
| Шуневич Віктор Васильович | Сільський голова, 1951 року народження, освіта, член народної партії                  | 26.03.2006   | 31.10.2010      |
| Шуневич Віктор Васильович | Сільський голова, 1951 року народження, освіта середня загальна, член народної партії | 31.10.2010   |                 |

Примітка: таблиця складена за даними джерела

## Історія
Створена 1923 року в с. Здвижка Водотиївської волості Радомисльського повіту Київської губернії. Станом на 1 жовтня 1941 року на обліку значиться с. Семенівка.
Станом на 1 вересня 1946 року сільська рада входила до складу Брусилівського району Житомирської області, на обліку в раді перебували с. Здвижка та хутір Семенівка.
Ліквідована 11 серпня 1954 року, внаслідок виконання указу Президії Верховної ради Української РСР «Про укрупнення сільських рад по Житомирській області», територію та населені пункти приєднано до складу Романівської сільської ради Брусилівського району. Відновлена 15 лютого 1994 року, відповідно до рішення Житомирської обласної ради «Про внесення змін в адміністративно-територіальний устрій окремих районів», в складі сіл Здвижка та Семенівка Вільнянської сільської ради Коростишівського району.
Припинила існування 5 січня 2017 року через об'єднання до складу Коростишівської міської територіальної громади Коростишівського району Житомирської області.
Входила до складу Брусилівського (7.03.1923 р.) та Коростишівського (15.02.1994 р.) районів.